# Theodor Herrmann (Maler)
Theodor Herrmann (* 27. Juli 1881 in Stade; † 15. Dezember 1926 in Bremen) war ein deutscher Maler, Zeichner und Grafiker des Impressionismus und des Jugendstils. Er gehörte zu der zweiten Generation der Künstlerkolonie Worpswede.

## Biografie
Herrmann war der Sohn eines Inhabers eines Baugeschäfts. Er absolvierte in Stade die Grundschule am Burggraben und bis 1896 das Gymnasium Athenaeum Stade am Pferdemarkt. Seinen frühen Neigungen zum Zeichnen und Theaterspiel folgend studierte er an der Großherzoglich-Sächsische Kunstschule Weimar unter anderem bei dem Maler Graf Leopold von Kalckreuth, der ihn förderte. Er setzte 1898 das Studium an der Akademie der Bildenden Künste Karlsruhe fort. Einige Seelandschaften sind aus dieser Zeit bekannt. 1899 folgte er Kalckreuth und studierte an der Akademie der Bildenden Künste Stuttgart. Seine ersten Buchillustrationen entstanden, so auch beim Schünemann Verlag für die Zeitung Niedersachsen und für einige Bücher.
Ab 1901 wohnte er in Ritterhude. Mit der Künstlerkolonie Worpswede stand er nun im engen Kontakt. Er schuf Zeichnungen von Landschaften von Bremen und der Umgebung. 1903 zog er nach Zeven um. Hier entstanden seine Kontakte zu dem Vorgeschichtler und Heimatforscher Hans Müller-Brauel und dessen Freunde. Der Künstler Ernst Müller-Scheessel, Begründer des Bremer Künstlerbundes, und der Unternehmer Ludwig Roselius  sorgten für einige Aufträge. Er gestaltete Friese vom Landsitz Hodenberg des Reeders Robert Rickmers in Oberneuland und er illustrierte Bücher vom Schriftsteller Heinrich Scharrelmann.
Ab 1904 wohnte er in  Oberndorf an der Oste. Weitere Illustrationen für Bücher und Kalender folgten. Von 1905 bis 1906 bereiste er Bayern und Italien. Ab 1906 war sein Atelier in Hamburg und er wirkte von 1907 bis 1910 für Müller-Brauels Kunstgewerbezentrum in Zeven. 1913 lebte er in Berlin, dann wieder in Hamburg und Bühnenbilder und Illustrationen waren seine Aufträge. Im Ersten Weltkrieg diente er ab 1914 als Soldat an der Ostfront, wo er viele Skizzen fertigte. 1916 kehrte er nach Hamburg zurück.
1918 siedelte er sich in Bremen an mit einem Atelier am Neustadtswall in der Neustadt und dann in der Altstadt, Hinter dem Schütting Nr. 8. Sein Verhältnis zu  dem Direktor der Kunsthalle Bremen Emil Waldmann (1880–1945) soll schlecht gewesen sein. Zwar war er in Ausstellungen vertreten, aber seine Werke wurden nicht angekauft, lediglich das Ölbild Rivieralandschaft von 1926 kam 1928 als Geschenk von Roselius an die Kunsthalle.  Erfolglos bemühte er sich, Lehrer an der Kunstschule Bremen zu werden. Zu seinen Werken in der Bremer Zeit zählen Ausmalungen in Bremer Häusern, ein Karnevalsbild im Bremer Ratskeller, ein Wandgemälde in der Scheeßeler Mühle sowie weitere Illustrationen.
Herrmanns Urne wurde auf dem Stader Garnisonsfriedhof beigesetzt.

## Künstlerisches Schaffen
Herrmanns Gesamtwerk steht im Zeichen des Jugendstils und des Impressionismus. Neben den Vertretern des schwäbischen Impressionismus, die ihn während seines Studiums geprägt haben, wurde er von den Worpsweder Malern Heinrich Vogeler und Fritz Mackensen stark beeinflusst. In der ersten Phase seines Schaffens konzentrierte er sich hauptsächlich auf die Grafik. Schon sehr früh hat er sich als Buchillustrator für Hamburger und Bremer Verlage ausgezeichnet. Erst in den 1920er Jahren ist es ihm gelungen, seinen Traum, Landschaftsmaler zu werden, zu verwirklichen. Die Seltenheit seiner Gemälde ist also auch darauf zurückzuführen, dass er sich erst einige Jahre vor seinem frühen Tod der Malerei widmete. Seine Ölbilder entsprechen durchaus dem Worpsweder Malstil. Während des Zweiten Weltkriegs ist fast sein ganzer künstlerischer Nachlass verlorengegangen, so dass der Maler weitgehend in Vergessenheit geriet. Erst Anfang der 1990er Jahre wurde der Künstler wiederentdeckt. Dabei war die Tausendjahrfeier der Stadt Stade ein bedeutender Anlass des wieder erwachten Interesses für den großen Sohn dieser Stadt.

## Ehrungen
- Das Theodor-Herrmann-Zimmer im Insel Restaurant in Stade wurde nach ihm benannt. 1992 gingen wieder über 20 Gemälde von ihm bei einem Brand im Insel-Restaurant verloren. Es wurden erste, neue Werke für das Zimmer angekauft oder von der Sparkasse Stade-Altes Land dauerhaft ausgeliehen. Im Mai 2012 schenkte die Hamburger Kleio-Stiftung zwei Gemälde von Theodor Herrmann dem Stader Geschichtsverein für das Theodor-Herrmann-Zimmer. Dabei handelt es sich um eine Marktszene vor dem Bremer Roland und um das Bild An der Hamme.

- Theodor-Herrmann-Weg, Stade

## Werke im öffentlichen Raum
- Rivieralandschaft, Kunsthalle Bremen
- Marken, Veenkoloniaal Museum Veendam
- Ausmalung des Festsaals im Schloss Königsegg, Reichenau-Mittelzell (mit den Motiven: der Rheinfall bei Schaffhausen, Überlingen, Reichenau), 1926